# Lukáš Dostál
Lukáš Dostál (Brno, 22 giugno 2000) è un hockeista su ghiaccio ceco che gioca come portiere nella National Hockey League con gli Anaheim Ducks. Fu selezionato al 3° giro, come 85ª scelta assoluta dai Ducks nell'NHL Entry Draft 2018. A livello internazionale milita per la Repubblica Ceca.

## Biografia

### I primi anni
Dostál nasce il 22 giugno 2000 a Brno, in Repubblica Ceca, figlio di Martin e Renata, pur essendo originario di Bedřichovice. Comincia a muovere i suoi primi passi nell'hockey su ghiaccio a sei anni, prima come skater per poi passare al ruolo di portiere quando la sua squadra giovanile si trova in emergenza.

### La carriera professionistica

#### In Europa
Dostál entra a far parte delle giovanili del Kometa Brno fin dal 2012, passando tutta la trafila delle giovanili under-16, under-18 e under-20. Il suo debutto in prima squadra è nel 2017 con la maglia dello Slavia Třebíč, che milita nella seconda lega ceca, la WSM Liga (l'attuale Chance Liga).
Nel 2018 arriva già la chiamata della NHL, quando gli Anaheim Ducks lo selezionano al 3° giro del draft 2018 come 85ª scelta assoluta.
Arriva il suo esordio tra i professionisti con la sua squadra di Brno durante la stagione 2017-2018 in Champions Hockey League e nella stagione 2018-2019 esordisce anche nella massima serie della Repubblica Ceca, la Extraliga per poi essere ceduto in prestito nuovamente allo Slavia Třebíč. Il 5 febbraio 2019 Dostál viene ceduto ancora una volta in prestito, ma questa volta all'Ilves, che milita nella massima serie finlandese (la SM-Liiga). Il giovane Lukáš disputa 10 partite da titolare, mettendo a referto 4 vittorie e una media gol subiti di 1.80.
Il 14 maggio 2019 arriva finalmente la firma di un contratto triennale con i Ducks. Tuttavia, dopo aver partecipato al training camp estivo negli Stati Uniti, i Ducks lo cedono nuovamente in prestito all'Ilves per disputare la stagione 2019-2020. Il ritorno in Finlandia è segnato da 27 vittorie, oltreché essere il secondo miglior portiere del campionato per GAA, con 1.78 gol incassati a partita. Grazie alle sue ottime prestazioni, Dostál viene quindi nominato come Goaltender of the Year della SM-Liiga, diventando il secondo portiere nella storia dell'Ilves a ricevere tale onorificenza. I Ducks acconsentono a far rimanere in prestito il giovane portiere all'Ilves per la successiva stagione 2020-2021, nella quale Dostál riconferma le sue capacità, con un record di 10 vittorie ed 1 sola sconfitta e una GAA di 1.64 e una percentuale di parate di .940. Quindi, il 25 novembre 2020, i Ducks esercitano l'opzione sull'accordo con la squadra finlandese e chiamano definitivamente il giovane portiere a trasferirsi definitivamente negli Stati Uniti.

#### Negli Stati Uniti
L'arrivo di Dostál negli Stati Uniti coincide però con la pandemia di COVID-19, e l'inizio della stagione NHL 2020-2021 viene rinviata fino al 13 gennaio 2021 e limitata a sole 56 gare per squadra. Nel gennaio 2021 Dostál partecipa al training camp con i Ducks, per poi essere inviato ai San Diego Gulls, la squadra delle minors dei Ducks che milita in AHL. L'impatto di Dostál a San Diego è immediato: nelle prime 3 partite disputate mette a segno 3 vittorie; all'età di appena 20 anni, il giovane portiere ceco è il più giovane goaltender nella storia dei Gulls ad esordire con questo record (battendo il precedente record stabilito da John Gibson, che lo aveva ottenuto a 22 anni). In queste prime 3 partite con i Gulls, Dostál para ben 109 tiri su 114 totali, che fanno una saves% di .956 e una GAA di 1.67. Successivamente Dostál diventa anche il primo portiere nella storia dei Gulls a vincere le sue prime 5 partite nelle sue prime 5 partite da titolare e la squadra stabilisce il nuovo record di miglior striscia positiva all'inizio di una stagione. Entrambe le strisce positive vengono tuttavia interrotte dai Bakersfield Condors il 19 febbraio, quando i Gulls subiscono per loro mano una dura sconfitta per 5-1, e dove Dostál subisce 3 gol in appena 7 minuti di gioco. Quindi, nonostante l'ottima partenza dei Gulls con un record momentaneo di 6-0-0, la squadra di Dostál perde fiducia e il record di Dostál ne risente: nelle sue prime 12 gare con i Gulls, il record è di 5-7-0. Un periodo di adattamento per Dostál è fondamentale, anche perché i rink degli Stati Uniti sono più piccoli rispetto a quelli dei campionati europei. Tra il 31 marzo e il 30 aprile, Dostál mette a segno un nuovo record personale, ovvero quello di essere il rookie dei Gulls ad ottenere la più lunga striscia di vittorie consecutive, ben 8 di fila; a questa striscia, tuttavia, ne segue una negativa di ben 7 partite senza vittorie. La prima stagione di Dostál a San Diego si conclude con un record di 15-9-0, una GAA di 2.87 e una saves% di .916 in 24 partite disputate. È il secondo portiere di tutta la AHL per numero di parate (ben 813) e terzo per numero di vittorie. Le sue ottime prestazioni in regular season consentono ai Gulls di accedere ai playoffs di AHL, nei quali Dostál esordisce nelle semifinali di Pacific Division contro i Condors: in Gara 1 mette a segno 39 parate e i Gulls vincono la partita per 5-3. Nella serie di 3 gare il portiere ceco ottiene una saves % di .935, che però non consente alla sua squadra di continuare la sua corsa alla Calder Cup.
Dopo la sua stagione da rookie negli Stati Uniti, Dostál viene nuovamente convocato dai Ducks per partecipare al training camp precedente la stagione 2021-2022. Dopo la fine del camp, Dostál viene nuovamente ritrasferito ai Gulls in AHL. Tuttavia, il 15 ottobre 2021 viene richiamato dai Ducks in NHL quando ancora non era mai stato schierato titolare dai Gulls. Ritorna a San Diego il 17 ottobre, dove Dostál trova una squadra una difficoltà, con un record di 0-2-0. Al 12 dicembre il portiere ceco totalizza un record di 5 vittorie e 5 sconfitte, con una GGA di 2.83. Le particolari condizioni dovute alla pandemia di COVID-19 consentono ad ogni squadra NHL di poter avere una taxi squad, con alcuni giocatori da poter schierare nel caso di positività al virus nel roster della squadra. Dostál viene quindi inserito dai Ducks nella sua taxi squad a partire dal 27 dicembre insieme ad altri cinque giocatori. Il 9 gennaio 2022 arriva il suo esordio in NHL, quando sostituisce tra i pali dei Ducks Anthony Stolarz (che aveva giocato la sera precedente). Nel suo esordio, dove i Ducks vincono agli shootout contro i Detroit Red Wings, Dostál mette a segno 33 saves diventando il primo portiere nella storia dei Ducks a vincere all'esordio in NHL dopo Kevin Boyle, nel 2019. Inoltre, Dostál diventa il portiere all'esordio in NHL con il maggior numero di parate e il quinto portiere nella storia dei Ducks a compierlo ad un'età inferiore o uguale a 21 anni. Dopo il suo ritorno ai Gulls, il 26 febbraio Dostál mette a segno il suo primo shutout in AHL contro gli Henderson Silver Knights, diventando il più giovane portiere dei Gulls ad ottenere tale risultato ed il primo portiere della squadra di San Diego a farlo dal 2 marzo 2019. Grazie a queste prestazioni, Dostál viene quindi nominato come Player of the Week della AHL nella settimana conclusa il 28 febbraio. Pochi giorni dopo, nella partita contro i Colorado Eagles totalizza ben 51 saves e mette a segno addirittura il suo primo goal (anche se in condizione di empty net): il portiere ceco diventa così il primo portiere nella storia dei Gulls a segnare una marcatura e il 17° nella storia dell'intera lega. Nella sua prima stagione piena in AHL, Dostál è il secondo portiere (a pari merito) con la miglior GAA, a quota 2.60, e terzo per save %, con .916.
Come negli anni precedenti, i Ducks riconvocano Dostál per il training camp per poi rispedirlo in AHL con i Gulls per la stagione 2022-2023. Nella settimana conclusasi il 13 novembre 2022, Dostál para un totale di 83 tiri su 86 ricevuti, mettendo a segno un record di inizio stagione di 2-1-0 e venendo nominato Player of the Week della AHL. Il record del portiere ceco considerando le prime 20 gare stagionali è di 6-13-0, con 1 shutout, una GAA di 2.88 e una save % di .916, venendo quindi richiamato dai Ducks in NHL. Nel dicembre 2022 Dostál diventa il primo portiere rookie nella storia dei Ducks ha compiere più di 40 saves in due partite consecutive contro i Calgary Flames e gli Edmonton Oilers. Le sue 46 parate contro Edmonton sono il secondo miglior risultato di sempre per un portiere rookie dei Ducks, dietro soltanto a Frederik Andersen nel 2014. Con questi risultati, i Ducks si decidono dunque a rinnovare il loro contratto con il portiere per altre due stagioni Tuttavia, appena il veterano Anthony Stolarz ritorna dal suo infortunio e recupera il suo ruolo di backup di John Gibson, la squadra di Anaheim decide di riassegnarlo ai Gulls a partire dal 1° gennaio 2023. Subito alla prima partita nel suo ritorno ai Gulls, Dostál mette a segno uno shutout contro i Silver Knights con 39 saves. Dopo il suo ritorno a San Diego, il suo record è di 8-14-0 ed è il secondo portiere della AHL per shutout e per parate compiute, venendo quindi selezionato per l'AHL All-Star Classic in rappresentanza della sua squadra. Durante la partita Dostál mette a segno addirittura 2 assist (pareggiando il record di assist per un portiere in un AHL All-Star Classic, precedentemente detenuto in solitaria da Christopher Gibson) e viene nominato MVP della gara insieme al portiere dei Calgary Wranglers, Dustin Wolf. La stagione 2022-2023 di Dostál in AHL si conclude con un record di 11-21-0 e 3 shutout (record stagionale di carriera fino a quel momento).
La stagione 2023-2024 si apre per Dostál nuovamente convocato per il training camp dei Ducks; però, a differenza delle stagioni precedenti, la dirigenza dei Ducks decide di mantenere il portiere ceco nel roster della squadra NHL della prima gara di regular season; Dostál è uno dei 12 giocatori con un'età inferiore o uguale ai 25 anni. Le prestazioni di Dostál in NHL sono fin da subito convincenti: nelle sue prime 5 presenze con i Ducks in ottobre, mette a segno ben 4 vittorie e ben 151 saves su 164 tiri subiti in porta (miglior record tra tutti i portieri rookie in NHL); viene infatti nominati Rookie of the Month della NHL per il mese di ottobre. Il 3 gennaio 2024 mette a segno il record per il maggior numero di saves per un portiere dei Ducks, con 55 parate che però non consentono alla sua squadra di vincere contro i Toronto Maple Leafs (che battono i Ducks all'overtime con il risultato di 2-1). Successivamente, il 2 marzo 2023 Dostál mette a segno il record di franchigia per maggior numero di parate in una vittoria, con 52 saves effettuate nella gara contro i New Jersey Devils (il totale di 52 parate gli vale anche la seconda miglior prestazione per un portiere rookie dal 1977). Il suo primo shutout in NHL arriva il 22 marzo 2024, quando i Ducks battono i Chicago Blackhawks interrompendo una striscia negativa di ben 7 sconfitte consecutive. Dostál diventa quindi il terzo portiere rookie nella storia dei Ducks a mettere a segno uno shutout (dopo John Gibson e Ilya Bryzgalov). Dostál conclude la sua prima stagione piena in NHL con 14 vittorie, con i Ducks che concludono la stagione con un record di 27-50-5.

### Vita privata
Insieme ai suoi compagni di squadra Frank Vatrano ed Adam Henrique, nel 2024 Lukáš Dostál elabora un modello custom delle calzature Vans in occasione del 30º anniversario dei Ducks.

### Carriera internazionale
Dostál ha rappresentato il suo paese, la Repubblica Ceca, ai campionati mondiali del 2022 e del 2024, andando a medaglia in entrambe le occasioni: nel 2022 ottenendo il bronzo, nel 2024 vincendo l'oro.
Nell'edizione in cui la Repubblica Ceca ha ottenuto il titolo mondiale, Dostál viene schierato quasi sempre titolare (rimane in panchina solo in due gare), mettendo a segno la miglior GAA del torneo (1.58) e ben due shutout nelle fasi finali della manifestazione. Il primo arriva contro gli Stati Uniti nei quarti di finale, mentre il secondo in finale contro la Svizzera, consentendo a Dostál di risultare decisivo nella vittoria della manifestazione disputata in casa.

## Palmarès

### Club
- Campionato della Repubblica Ceca Under-18
  - Kometa Brno U-18 (2015-2016)
- Campionato della Repubblica Ceca Under-20
  - Kometa Brno U-20 (2017-2018)

### Nazionale
- Mondiali
  - 1 bronzo (Finlandia 2022)
  - 1 oro (Repubblica Ceca 2024)

### Premi
- Liiga (Finlandia)
  - Miglior portiere della Liiga (2020)
  - All-Star Team (2020)
  - Giocatore del mese (ottobre 2021)
- AHL (USA)
  - All-Star Game (2023)
- NHL (USA)
  - Rookie of the Month (ottobre 2023)
- IIHF
  - All-Star Team (2024)
  - Miglior portiere (2024)